# Before the Blackout
Before the Blackout är Allister's tredje studioalbum. Det släpptes den 11 oktober 2005 på skivbolaget Drive-Thru Records.

## Låtlista
1. "Waiting" – 3:23
2. "D²" – 4:09
3. "A Lotta Nerve" (Allister, Dennis Hill) – 2:42
4. "From the Ground Up" (Allister, Rory Cleveland) – 2:14
5. "Blackout" – 4:08
6. "Rewind" – 2:59
7. "2 A.M." – 3:32
8. "You Lied" – 3:23
9. "A Study in Economics" – 3:35
10. "Suffocation" – 2:55
11. "Easy Answers" (Allister, Hill, Kyle Homme) – 2:55
12. "The Legend of Pegleg Sullivan" – 2:45
13. "Potential Suicide" – 3:11
14. "Alone" – 4:04